# Колониальный организм

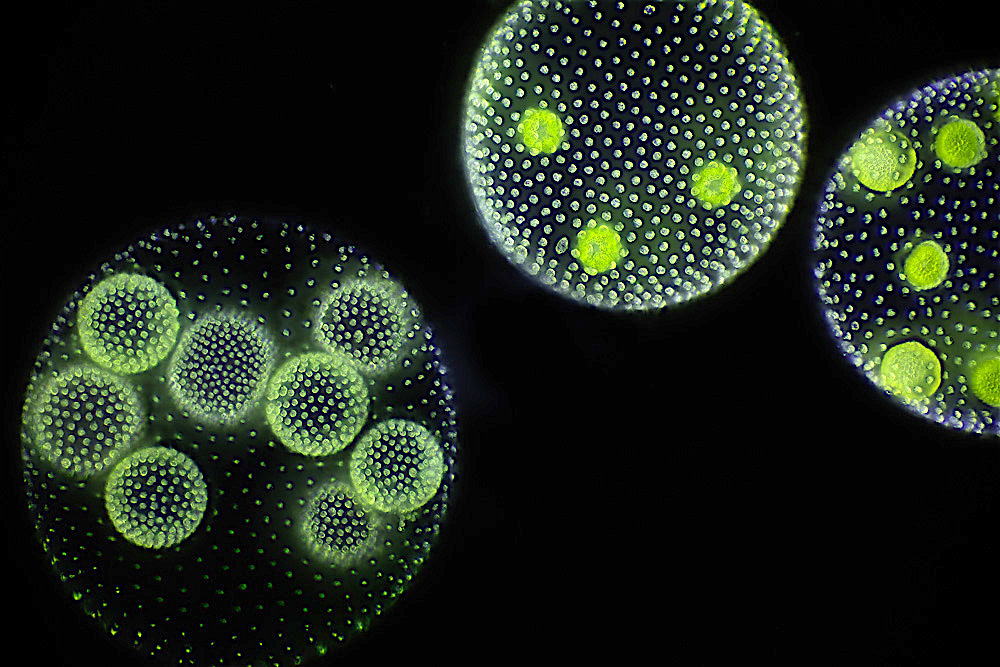
Микрофотография колониальной зелёной водоросли из рода Вольвокс.

Колониа́льный органи́зм — термин, который объединяет две группы организмов:
- Организмы, состоящие из множества клеток, слабо дифференцированных и не разделённых на ткани; во многих случаях каждая такая клетка сохраняет способность к размножению (вольвоксовые зелёные водоросли и др., многие виды сувоек и другие группы протистов).
- Многоклеточные организмы, образующие колонии из нескольких особей, более или менее тесно связанных между собой, обычно имеющих одинаковый генотип и общий обмен веществ и системы регуляции. Среди животных к таким организмам относятся многие виды коралловых полипов, мшанок, губок и др. В ботанике для обозначения таких организмов принят термин «модулярные» (в противоположность унитарным) — это, например, корневищные злаки, ландыш и др.

## Отличительные особенности колониальных организмов
От истинно многоклеточных организмов колониальные отличаются прежде всего более низким уровнем целостности (например, на отдельные раздражители часто реагируют отдельные особи, а не вся колония как целое), а колониальные протисты — также более низким уровнем дифференциации клеток. У многих высокоинтегрированных подвижных колоний (морские перья, сифонофоры и др.) уровень целостности достигает уровня единого организма, а отдельные особи выполняют роль органов колонии. У таких (и многих других) колоний имеется общая часть (стебель, ствол), которая не принадлежит ни одной из особей.

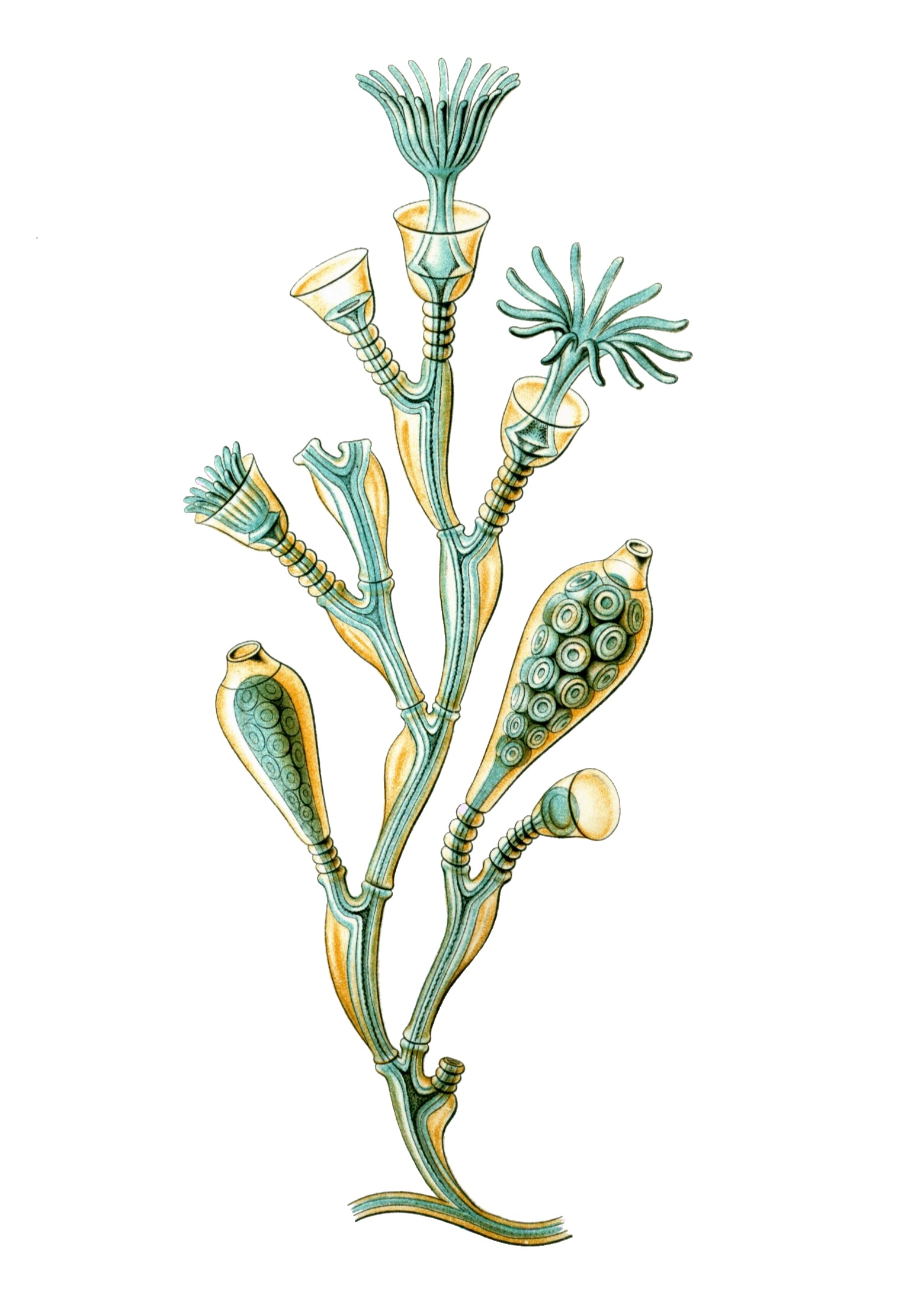
Рисунок участка колонии гидроидного полипа Obelia geniculata

## Образование колоний
У большинства колониальных организмов в жизненном цикле присутствуют одиночные стадии. Обычно после полового размножения развитие начинается с одной клетки, которая у многоклеточных животных даёт начало исходной многоклеточной особи. Она, в свою очередь, даёт начало колонии в результате не доведённого до конца бесполого или вегетативного размножения. 

У некоторых протистов и бактерий сходные с колониями образования (например, плодовые тела миксомицетов или миксобактерий) могут образовываться и другим путём — соединением исходно независимых одиночных особей.

## Примеры
Яркими представителями колониальных организмов являются колониальные зелёные водоросли (например, Pandorina, Eudorine, а также вольвокс, представляющий переходную форму к настоящим многоклеточным организмам). Широко распространены колониальные формы и среди других групп водорослей — диатомовых, золотистых и т. п. Среди гетеротрофных жгутиконосцев и инфузорий также немало колониальных форм. Существуют колониальные радиолярии.
Среди животных к колониальным относятся большинство губок и кишечнополостных (коралловые полипы, гидроидные полипы, сифонофоры), практически все мшанки и камптозои, многие оболочники, некоторые крыложаберные). У многих групп животных временные колонии образуются при бесполом размножении.